# 冬の京都を辛口さんぽ
冬の京都を辛口さんぽ（ふゆのきょうとをからくちさんぽ）は、2014年2月11日にフジテレビ系列で放送された旅番組である。

## 主な出演者
- ハマカーン
- 堀潤
- 秋野暢子
- デヴィ夫人
- 千原ジュニア
- 坂上忍

ほか

## 主なスタッフ
- 作・構成：
- ナレーション：
- TM：
- MA：
- 編集：
- CG：
- 営業：
- 宣伝：
- 編成：
- 広報：
- AP：
- 演出：松崎光洋
- プロデューサー：川島典子、永盛健之
- チーフプロデューサー：
- 製作：フジテレビ